# Farnberg (Haard)

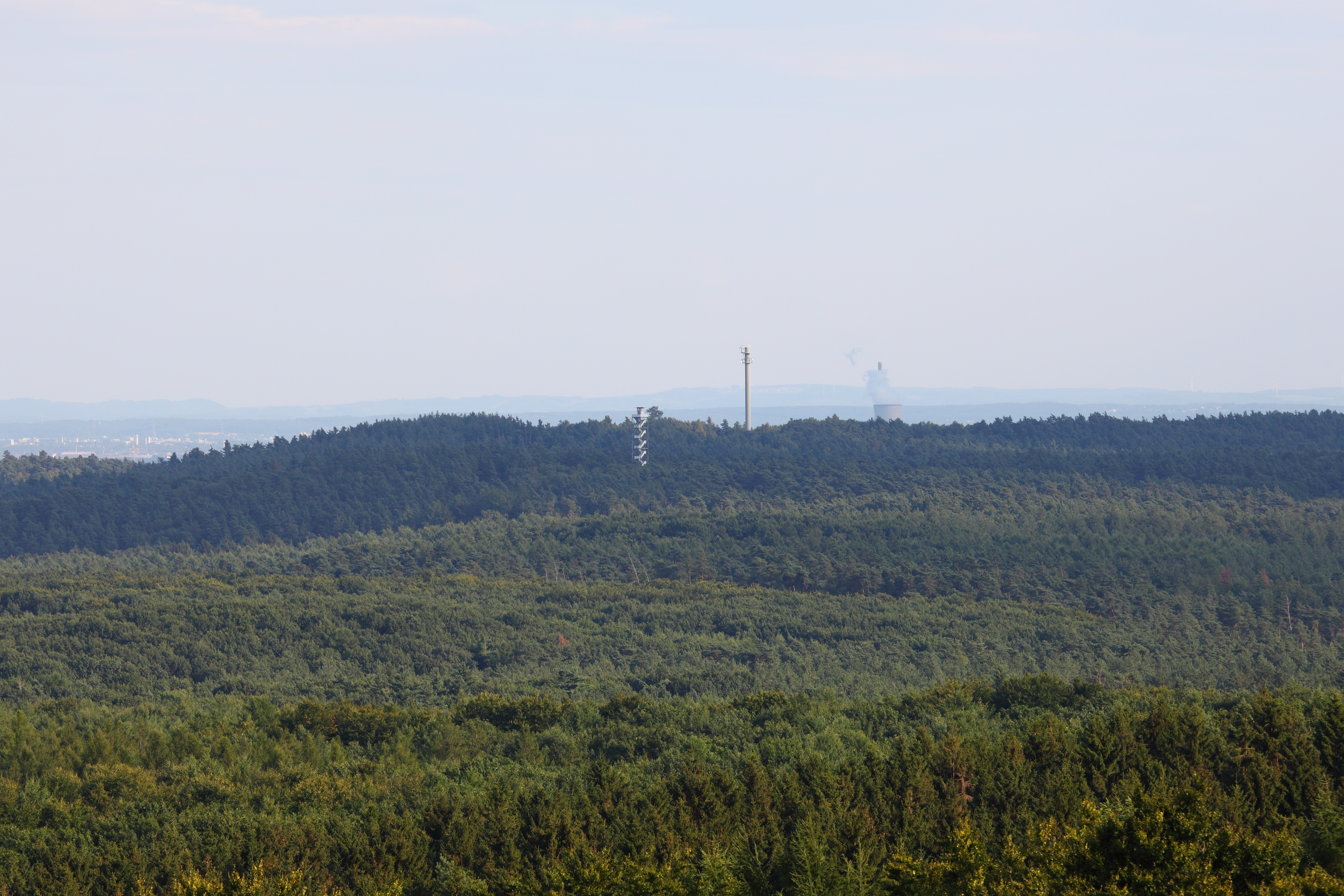
Blick vom Feuerwachturm Rennberg nach Südosten zum Feuerwachturm Farnberg; dahinter der Stimberg mit Sendeturm; rechts daneben das Oberteil vom Kühlturm des Kraftwerks Datteln; links am Bildrand ist Datteln zu sehen

Der Farnberg nahe Oer-Erkenschwick im nordrhein-westfälischen Kreis Recklinghausen ist mit 136,4 m ü. NHN nach dem Stimberg (156,9 m) und Rennberg (ca. 138 m) die dritthöchste Erhebung der Haard, einer Hügellandschaft am Nordrand des Ruhrgebiets.

## Geographie

### Lage
Der Farnberg liegt im Südteil der bewaldeten Haard und im Osten des Naturparks Hohe Mark-Westmünsterland. Er befindet sich 2,6 km (jeweils Luftlinie) nördlich des Ortskerns von Oer, einem Ortsteil von Oer-Erkenschwick, zu dessen Stadtgebiet die Erhebung gehört, und 6,6 km westnordwestlich vom Dattelner Ortskern. Der südsüdöstliche Nachbar ist der 850 m (jeweils Luftlinie) entfernte Stimberg.

### Berghöhe
Der Farnberg ist 136,4 m hoch. Seine Höhe wird teils aber mit nur rund 126 oder 127 m angegeben, was sich auf die aus topographischen Karten ersichtliche Höhe von 126,5 m einer 225 m nordwestlich des Gipfels gelegenen Waldwegstelle bezieht.

## Naturräumliche Zuordnung und Landschaftsschutz
Der Farnberg gehört in der naturräumlichen Haupteinheitengruppe Westfälische Bucht (Nr. 54) und in der Haupteinheit Westmünsterland (544) zur Untereinheit Haard (544.7).
Die Erhebung liegt im Landschaftsschutzgebiet Gebiet nördlich von Oer-Erkenschwick (CDDA-Nr. 320981; 1990 ausgewiesen; 6,89 km² groß).

## Feuerwachturm Farnberg
Etwa 105 m westlich des Farnberggipfels steht direkt neben einer 134,4 m hoch liegenden Stelle der 38 m hohe Feuerwachturm Farnberg (Basishöhe 135 m), der in feuerverzinkter Stahlbauweise als Feuerwachturm und Aussichtsturm dient. Von seiner über 179 Stufen erreichbaren und auf 36 m Turmhöhe gelegenen Aussichtsplattform auf etwa 171 m ü. NHN fällt der Blick über die Haard und bei guten Sichtbedingungen zum Ruhrgebiet und in das Münsterland.

## Verkehr und Wandern
Etwa 1,5 km südöstlich vorbei am Farnberg führt von Oer-Erkenschwick nach Ahsen die Landesstraße 889 (Ahsener Straße). Von einem an dieser Straße gelegenen Parkplatz und auch von solchen am 1,6 km (jeweils Luftlinie) südlich der Erhebung liegenden Stimbergpark kann man die Erhebung auf Waldwegen und -pfaden erwandern.